# 李诗琦
李詩琦，出生于山東省青島市，中國內地流行樂男歌手、影視演員，0086男團成員，畢業於中央民族大學舞蹈學院民族舞專業。
2008年，參加韓國選秀節目《熱血男兒》的比賽，並在韓國接受長達1年半的培訓。2010年，參加江蘇衞視選秀娛樂節目《名師高徒》的比賽，獲得全國總決賽十強。
2011年，加入“0086男團”。2012年，隨0086男團推出組合首張EP專輯《0086》。2013年，隨0086男團推出組合第二張EP專輯《Disco》。
2015年，隨0086男團參加“漢風韓潮”中韓明星粉絲歡唱會。
2016年1月，隨0086男團擔任“北京喜劇幽默大賽頒獎典禮”的開場嘉賓。2019年8月，參演都市職場勵志劇最酷的世界，飾演宋揚。
2020年9月，出演電影天地蠔情，飾演男主角陳子豪；同年12月，出演都市浪漫情感劇影帝的公主飾演程耀。2021年，8月主演古裝愛情劇御賜蠻妃2飾演顧晟璟；同年，出演請君飾演戲子。